# برج تارات
```

```

برج تارات أو طرات هو تحصين في ولاية إليزي في الجزائر، قرب الحدود مع ليبيا. تم بناؤه في أواخر عام 1911 خلال المواجهة مع الأتراك في ليبيا في العهد العثماني ، وتم التخلي عنه بسرعة. أعيد بناؤه في عام 1932 في مواجهة الإيطاليين. كان يستخدم في عام 1943 عندما أخذ غات في ليبيا. دخل العديد من اللاجئين إلى الجزائر عبر هذا المكان خلال التدخل العسكري في ليبيا في عام 2011.